# Мячковский лук
Сорт лука «Мя́чковский 300» — агрономический бренд Непецинской земли. Отличается сладким вкусом, пряным ароматом, высокой урожайностью, лежкостью и внешним видом.

## Описание сорта
Мячковский лук — ценный местный сорт, созданный в процессе длительной народной селекции в с. Мячково Коломенского района Московской области. Впервые Мячковский лук описан С. М. Рытовым (1924). По мнению С. М. Рытова, Мячковский лук представляет собой «константную помесь Русского жёлтого лука с каким-нибудь заграничным сортом вроде Мадерского плоского». Позднее о мячковском луке было написано несколько статей (Ананьева, 1947; Андреев, 1949; Мишнин, 1925; Муравье, 1949), в которых высказывалось предположение о происхождении мячковского лука путем длительного отбора из семян южного сорта, завезенных около 100 лет тому назад в с. Мячково".
По мнению М. Г. Концевого, «гибридное происхождение Мячковского лука больше соответствует природе этого сорта. Изучение мячковского лука показывает, что по большинству признаков он занимает промежуточное положение между южными и северными сортами, а по некоторым признакам приближается либо к северным, либо к южным.
По данным Тимирязевской семенной контрольной станции (1929), мячковский лук представлен круглой и плоской формами, о чём свидетельствует также изменчивость индекса формы луковиц от 0,4 до 0,9 („Руководство по апробации сельскохозяйственных культур“, 1948); окраска сухих чешуй мячковского лука изменяется от светло-желтой до красной (Тимирязевская семенная контрольная станция, 1929), а по данным В. В. Ордынского (1936), — от соломенно-желтой до светло-желтой с розовым оттенком.
Гибридная природа мячковского лука обусловила приобретение им таких особенностей, как приятный полуострый вкус, крупный размер луковиц, достигающих на плодородных почвах веса 600 г, и высокая урожайность. Эти особенности сочетаются с достаточной лежкостью мячковского лука, хотя и несколько пониженной по сравнению с сортами северного происхождения. Листья мячковского лука крупные, темно-зеленой окраски с сильным восковым налетом. Длина достигает 65 см, а ширина в наиболее широкой части — 2,5 см. Листья растений, выращенных из севка, ещё крупнее. Мячковский лук относится к слабо ветвящимся сортам и за время вегетации образует один, реже два боковых побега».
Сорт включен в Госреестр селекционных достижений, допущенных к использованию в РФ, рекомендован для возделывания в Северо-западном, Центральном, Волго-вятском, Средневолжском, Нижневолжском и Уральском регионах. Сорт предназначен для выращивания лука-репки посевом семян в грунт рано весной и под зиму (однолетняя культура), а также через севок (двулетняя культура). Луковицы массой 85-300 г, плоские, реже округло-плоские, индекс формы 0,6-0,7. Окраска сухих наружных чешуй жёлтая, сочных чешуй — белая. Луковица средней плотности, число зачатков 2-3. Сорт малогнездный, 1-2 луковицы в гнезде. Среднеспелый — 90-119 суток, урожайность 25-35 т/га. Луковица полуострого вкуса, содержит 13-15 % сухого вещества, 11-12 % сахаров, лежкость средняя. Сорт универсального назначения. Толерантен к ложной мучнистой росе.

## Научно-исследовательская работа
Большой вклад в выведение сорта «Мячковский 300» сделал Иван Иванович Ершов, выдающийся ученый в области селекции и семеноводства луковых культур, сотрудник «Грибовской овощной опытной станции». «Иван Иванович с сотрудниками произвел большую работу по сортоподдержанию и восстановлению семеноводства стародавних сортов, а затем и по улучшению основных хозяйственно ценных признаков: скороспелость, лёжкость, гнездность, вызреваемость, форма и масса луковицы. Для этого использовали обогащенные внутрисортовые скрещивания и непрерывный отбор. Надо отметить, что результатом этой работы явилось создание сортов: Мячковский 300, с высокой урожайностью, Спасский местный улучшенный 255 и Погарский местный улучшенный, отличающихся высоким содержанием сухого вещества и длительным периодом хранения, Мстерский 335, с устойчивостью к болезням и высокой урожайностью. Эти сорта и сейчас находятся в Госреестре селекционных достижений РФ, допущенных к использованию». Свой вклад в выведение сорта внесли А. А. Воробьева, В. И. Киселева, З. Я. Винокурова, В. Д. Власов, В. А. Недошивкина, А. М. Виноградская, А. В. Бахтеева.
Мячковский лук продолжает исследоваться на базе ВНИИССОК. Исследованию сорта было посвящены статьи, исследовательские работы и диссертации. Так, М. Г. Концевой написал диссертацию «Морфо-биологические особенности и некоторые вопросы селекции и семеноводства Мячковского лука» на соискание ученой степени кандидата сельскохозяйственных наук в Сельскохозяйственной академии имени К. А. Тимирязева, О. И. Родионова «Изучение и разработка элементов технологии возделывания лука сорта Мячковский», А. М. Лихачев «Мячковский лук — доходная культура» и других.

## История
История гласит, что крестьянин из села Мячково Иван Секарёв, вернувшись с русско-турецкой войны из Болгарии, из-под города Плевны, привез семена лука, который пришелся по вкусу односельчанам. Лук стали возделывать в окрестностях коломенского села Мячково.
В произведении «Коломна. Отрывок из путешественных записок о Московской губернии в отношении преимущественно к естественным её произведениям» Михаила Александровича Максимовича (1804—1873) — выдающегося учёного, естествоиспытателя, филолога, этнографа, философа, историка, писателя, переводчика, педагога, доктора славяно-русской филологии, члена-корреспондента Академии наук находим интересное упоминание о луковом промысле: «При сём замечу также, что не Коломна снабжает Москву луком, как некоторые писали, но находящееся от неё в 30 верстах селение Мячково, которое потому и называется Мячково-Луково, в отличие от Мячкова Каменного, Бронницкого уезда».
Упоминание о луковом промысле находим в «Московских епархиальных ведомостях» за 1869 год: «От запада к юго-востоку протекает река Авужа, касаясь своими крутыми берегами двух сел Непецино и Настасьино и опоясывая приход села Мячково. Которое в простонародье называется Луково-Мячково, вследствие того, что прихожане много сажают и сеют луку: от севера к югу протекает Москва-река, на западном берегу которой раскинуто четыре прихода: село Ратмир, село Сабурово, с. Ачкасово и погост Красин». Также в «Списках населенных мест Российской империи, составленные и издаваемые Центральным статистическим комитетом Министерства внутренних дел» по сведениям 1859 года к названию села Мячково добавлено в скобочках уточнение «Луково», что говорит о большом значении луководства в данном населенном пункте. В «Записках» Николая Ивановича Мамаева (1815—1885) — офицера, юриста, земского деятеля, автора обширных мемуаров, который будучи на службе в Оренбургском уланском полку, расквартированном в Коломне и Коломенском уезде упоминает название «Луково-Мячково».
В 1925 году на опытной станции в Грибово впервые проведён посев семян Мячковского лука. В 1928 году по инициативе Грибовской станции были организованы первые в Советском Союзе сортоиспытательные участки и было организовано государственное сортоиспытание огородных растений, которое велось в течение двух лет, после чего было передано Всесоюзному институту прикладной ботаники и новых культур (ВИПБиНК, позднее ВИР имени Н. И. Вавилова). Сортоиспытание проводилось по единой методике с определённым единого происхождения ассортиментом по культурам. В сортоиспытание вошел лук Мячковский.
В 1929 году в испытание вошел Мячковский для на густой посев для получения севка. До 1932 года работы по луку носили характер поиска в части методики, а с 1932 года станция вступила уже на путь широкой организации его практической селекции — по Арзамасскому, Мячковскому и Мстерскому лукам, а также по улучшению Ростовского, Погарского, Стригуновского и Цитаусского луков. План практической селекционной работы с овощными культурами на 1934 год включал работу с Мячковским. В колхозах продолжалась начатая с 1933 года селекционная работа с местными сортами луков, а по некоторым сортам пришлось её возобновить. Для наилучшего обслуживания посевов 1-й репродукции в колхозах Московской, Владимирской, Рязанской, Нижегородской и Брянской областях выделены ответственные сотрудники, полностью отвечающие за производство элиты. Так, Л. И. Архипова отвечала за Мячковский в Коломенском районе.
В 1939 году для улучшения работы по производству элитных семян в ряде колхозов закреплены научные сотрудники по ведению общей организационной работы и непосредственного обслуживания посевов. Кроме этого, в некоторых колхозах Кунцевского р-на Московской области организуются агрокабинеты по селекции овощных культур, в том числе по луку Мячковскому.
В 1955 году для оказания помощи Московской области в деле развития семеноводства овощных культур выделена группа лучших специалистов станции: Алпатьев А. В., Попова Е. М., Юрина О. В., Семенко А. М., Соловьёва В. К., Агапов С. П. Они совместно с Моссортсемовощ и областным управлением сельского хозяйства разрабатывали предложения по подъёму семеноводства овощных культур в Московской области. Разработка мероприятий по быстрому восстановлению и расширению культуры Мячковского лука в Московской области поручено специалистам Ершову И. И., Плинка А. Д., Киселёва В. И.
С 1960 года основным направлением селекции репчатого лука является получение сортов для выращивания через севок. В Коломенском районе Московской области на базе колхоза «Победа» организована Коломенская лаборатория, где под руководством Зои Яковлевны Винокуровой проводится работа по сортоулучшению и выращиванию элитных семян местного сорта лука Мячковский на площади 15 га. На международной выставке в г. Эрфурте (ГДР) в 1960 г. сорту лука Мячковский за высокое качество продукции присуждена Золотая медаль.
Главный комитет Выставки достижений народного хозяйства СССР постановлением № 188-н от 3 декабря 1966 года наградил сотрудников Грибовской овощной селекционной станции участников ВДНХ СССР 1966 года по объединённому павильону «Земледелие». Бронзовую медаль получила Винокурова Зоя Яковлевна, лаборант Коломенской лаборатории семеноводства за улучшение местного сорта лука Мячковский, получение урожая лука-севка элиты по 120 ц и лука-матки по 200 ц/га, производство семян лука 16 ц при плане 8 ц.
На Международной выставке по садоводству ИГА-69 в Эрфурте (ГДР) были представлены 20 образцов лучших сортов овощных и бахчевых культур станции — шесть из которых отмечены и дополнительно награждены 2 золотыми (морковь Нантская 4, репчатый лук Мячковский) 2 серебряными (сорта чеснока Грибовский 60 и Скороспелый 1322) и 2 бронзовыми медалями (лук Мстерский, морковь Зимняя Грибовская).
В 1970-е по договору с ВНИИССОК выращиваются элитные семена из суперэлитного материала института в хозяйствах. Колхоз «Победа» Коломенского района Московской области в 1977 году произвел 200 кг семян лука сорта Мячковский. Включен с 1982 г. в госсортоиспытание лук репчатый Мячковский улучшенный. К лучшим новым сортам, районированным в 1981—1985 годах, был отнесен лук репчатый Мячковский 300.
На основании приказа Госагропрома СССР от 25.09.1989 г. № 76-лк-2 отмечены сотрудники института за выведенные и внедрённые в с.-х. производство новых сортов с учётом экономической эффективности использование селекционных достижений. Отмечен лук репчатый Мячковский 300.
Мячковскому луку были посвящены десятки газетных и журнальных статей, брошюры. Научные сотрудники подмосковной Грибовской селекционной станции порою месяцами безвыездно жили в Мячкове. Не было, пожалуй, в то время делегации, приезжавшей в Коломенский район, которая бы не посчитала своим долгом побывать у здешних луководов.
От колхоза к совхозу перешло название хозяйства — имени Георгия Димитрова, болгарского политического деятеля. Однако уже к 1970-м годам промышленное выращивание лука было свернуто, но посевы лука сохранились в частных хозяйствах. Поздним летом и ранней осенью можно встретить вдоль дороги необычные коромысла, на которых местные жители продают свой золотистый урожай. Мячковский лук, наряду с луховицким огурцом и бакинским помидором, является одним из самых узнаваемых локальных брендов.
К 1990-м годам мячковский лук постепенно вывели из севооборота. Сначала Госкомиссия по сортоиспытанию с/х культур на первое место поставила урожайность с гектара, а по этому показателю такие стародавние лежкие сорта, как мячковский лук, уступали сортам более южных регионов, не обладающих высокой лежкостью. Mестные лежкие сорта репчатого лука были сохранены благодаря Министерству морского флота, которое заготавливало через кооперативные торговые организации именно эти сорта, более пригодные для длительных походов морских судов. Затем мячковский лук уходит с полей колхоза «Победа», руководители которого пошли по легкому пути, начав закупать в Германии лук сорта Штудгартский. Этот сорт лука попал в Германию из селекции того же болгарского, однако уступал по вкусовым качествам и урожайности мячковскому сорту.

## Агротехника

### Посадка
Оптимальной глубиной посадки севка Мячковского лука следует считать 3 см. При такой глубине посадки севка признаки Мячковского лука проявляются полнее и вес луковицы достигает наибольшей величины. Загущение стояния растений в рядке до 5 см и меньше при ширине междурядий 40 см, повышая урожай с единицы площади, приводит к образованию большого количества мелких, деформированных луковиц, сильно снижая товарные качества урожая. Посадка севка на 10 см в рядке, при значительном увеличении веса луковицы, дает заметное снижение урожая с единицы площади. При этом падение урожая тем сильнее, чем меньше размеры севка. Поэтому севок Мячковского лука диаметром от 1.5 до 2.5 см в производственных условиях целесообразнее высаживать на 7-8 см в рядке, а более крупный — на 8-10 см. Для селекционных целей, а также для получения особенно крупных луковиц Мячковского лука (весом более 300 г) расстояние в рядке должно быть не менее 15 см.
Данный сорт раннеспелый, с момента появления в грунте всходов до сбора луковиц требуется от 90 до 100 дней. Если лук Мячковский 300 выращивают на перо, то срок выращивания сокращается до 65-75 дней. Мячковский 300 дает высокую урожайность, в среднем при промышленном выращивании это 197—315 ц/га.
Когда репчатый лук Мячковский 300 растят через рассаду, посев семян производится в марте. В начале мая растения достигают необходимого роста, чтобы их можно было переносить в открытый грунт. Оптимальная схема для посадки Мячковский 300 — 5-7x10-15 см. Место обязательно должно быть солнечным.
Оптимальная температура для дифференциации почек Мячковский 300 составляет от 4 до 8 градусов, поэтому высаживать севок и рассаду в открытый грунт нужно на 10-15 суток позже, чем высевать семена, чтобы грунт прогрелся до 8-9 градусов. Оптимальные условия для этого наступают в третьей декаде марта — начале апреля в зависимости от зоны.
Чтобы не допустить стрелкования лука Мячковский 300 при выращивании из севка, его семена в зимний период хранят при температуре 18-22 градусов. Однако при такой температуре луковицы этого сорта значительно теряют свою массу, а мелкие экземпляры (наиболее ценный посевной материал) могут высохнуть. Поэтому в осенний период севок Мячковский 300 хорошо просушивают и хранят при температуре 18-20 градусов и относительной влажности воздуха 55-60 %, зимой — при температуре от −3 до +1, а весной за 20-30 суток до высадки — при 20-25 градусов.
Этому сорту репчатого лука требуется обязательно обеспечить оптимальный полив. При промышленной посадке обычно используется система капельного полива.
Рассаду Мячковского 300 выращивают в сооружениях закрытого грунта. До появления всходов температуру поддерживают на уровне 18-20, после их появления в течение 5-10 суток — 12-15, в дальнейшем — 16-18 градусов Цельсия. В рассадный период Мячковский 300 не прорывают.
За 10-12 суток до высадки рассаду Мячковского 300 закаляют. Все растения должны быть в фазе 4-5 листьев. Материал обязательно сортируют (бракуют недоразвитую рассаду и поврежденную болезнями). Перед посадкой укорачивают корешки Мячковского 300 на 2/3 длины, чтобы не загибались, и на 1/3 листья, чтобы уменьшить поверхность испарения влаги. Растения высаживают в борозды на 0,5-1,0 см глубже, чем они росли раньше.
Можно использовать для этого сорта широкорядный способ посадки (45, 60, 70 см) или ленточный (20+50 см). Расстояние между растениями в ряду составляет 6-8 см. Если почва недостаточно влажная, перед высадкой Мячковского 300 проводят полив или сразу после посадки. Почву в междурядьях рыхлят.
При выращивании репчатого лука Мячковский 300 рассадным способом значительно ускоряется его созревание и улучшается товарное качество.
Если используется для посадки севок, то его за 5-6 суток до посадки сортируют, прогревают в хорошо проветриваемом помещении при температуре 30-35 градусов. Для обеззараживания от возбудителей грибковых болезней за 8 часов до окончания прогрева температуру повышают до 40-42 градусов, тогда с Мячковским 300 будет меньше хлопот.

### Полив
До середины июля лук поливают регулярно, учитывая при этом влагу от осадков. Переувлажнение почвы вредит культуре, поэтому надо контролировать объёмы воды. Примерно за 14-16 дней до предполагаемой уборки поливы прекращают полностью.
Больше всего влаги требуется растениям в первые две недели, так как в это время активно идет формирование корневой системы, начинается самая интенсивная фаза роста. Достаточно будет одного или двух раз в неделю, при этом поливать надо отстоянной и теплой водой (+14°С). Слишком теплая вода не подходит, но и холодная (сразу из скважины или колодца) также вредна для лука. Поливают только в междурядья, специальные борозды, но не прямо под луковицу и не по перу. Избыточная влажность — причина болезней, и этого надо остерегаться. При жаре поливают чаще, в пасмурную погоду от поливов можно отказаться. После поливов почву рыхлят, чтобы не образовалась твердая корка.
Очень эффективно применение для лука оросительных систем капельного типа. Они позволяют добиться точной дозировки воды, избежать переувлажнения грунта. В такие системы можно добавлять удобрения и совмещать поливы с проведением подкормок.

### Подкормки
В качестве удобрений применяют органику (обычно разведённый в воде коровяк), древесную золу, а также минеральные удобрения. Азот нужен луку в первый месяц вегетации, при этом всегда соблюдают нормы удобрений. Первую подкормку для Мячковского проводят примерно через две недели после высадки севка или рассады, вторую — через 15-18 дней после первой. В последующем применяют минеральные калийные и фосфорные удобрения, из органики — золу. Хорошие результаты при выращивании лук на репку дают дрожжевые подкормки лука, а также зольные настои. Применяя удобрения под корень, надо избегать попадания питательных составов на луковицу и перо.
По внешнему состоянию растений можно «угадать», каких элементов питания не хватает луку: если лук плохо растет, перо короткое и имеет красноватый оттенок — нужно внести азот; при недостатке фосфора у Мячковского верхняя часть пера слегка темнеет; если луковое перо желтеет раньше времени, значит, растению не хватает калия. Также необходимо проверить гнезда на наличие вредителей — личинок луковой мухи, нематод, которые также могут вызвать пожелтение зелёной надземной части, замедление роста луковиц.

### Рыхление лука
После поливов грядки с луком требуется аккуратно прорыхлить. Также своевременно удаляют все сорняки, особенно важно то сделать в первые недели после высадки, когда лук только начинает приживаться и расти. Для получения более крупных луковиц примерно за 3 недели до уборки можно отгрести от них землю. Это позволит репке лучше вызреть на солнце.

### Болезни и вредители: профилактика и борьба
Сорт Мячковский считается достаточно устойчивым к различным болезням, что не исключает проведение профилактических мер.
Очень важно соблюдать следующие правила: проводить чередование посадок огородных культур на участке; приобретать качественный семенной материал (чернушку, севок); обязательно проводить дезинфекцию почвы на участке, выращивать сидераты, которые способствуют оздоровлению грунта; всегда убирать с грядок растительные остатки.
Желательно каждый год менять расположение посадок лука, а возвращать его на старые гряды можно не ранее чем через 4-5 лет. Лучшие культуры-предшественники лука — огурцы, все виды бобовых, картофель, репа.
Для борьбы с вредителями (трипсы, луковая муха) рекомендуется проводить обработку луковых посадок табачной пылью, древесной золой, настоем полыни; регулярно рыхлить грядки с луком; своевременно пропалывать посадки; размещать грядки с луком возле грядок с морковью (запах лука отпугивает морковную муху, запах моркови — луковую муху); прогревать севок перед посадкой; замачивать чернушку и севок перед посадкой в дезинфицирующих растворах. Также требуется соблюдать схемы посадок растений, не допускать избыточной влажности почвы. При высокой температуре воздуха и избытке влаги на грядах болезни развиваются быстрее. При возникновении признаков мучнистой росы, антракноза, пероноспороза посадки обрабатывают раствором Фитоспорин

### Уборка лука
По срокам созревания сорт Мячковский — ранний лук, поэтому созревать начинает уже в августе. Сигнал к началу уборки луковиц:
1. Пожелтение и полегание наземной части лука.
2. Верхние чешуи приобретают золотистую, характерную для этого сорта окраску.

Убирают луковицы в ясный день, подкапывая репку вилами. Для начала необходимо просушить лук на грядке, если же погода не позволяет, то сразу убирают его под навесы, на чердак и сушат там. Перо не обрезают, сушат прямо с ним. Некоторые огородники связывают лук пучки и подвешивают для просушивания под навесами. Как только лук подсохнет, перо обрезают, оставляя шейку примерно 3-4 см длиной. Затем лук досушивают дома и убирают на хранение.

## Отражение сорта в культуре
В настоящее время Мячковский лук выращивается на местных подворьях. В центре села Мячково жители поставили своему кормильцу памятник, назвав его Луконей. Его торжественное открытие состоялось 28 августа 2009 года. Идея поставить памятник популярному овощу, принесшему славу селу, принадлежит главе сельского поселения Радужное Светлане Тельновой — её вдохновил памятник огурцу в Луховицах. Увековечен этот овощ в камне в образе сказочного Чиполлино. Изготовили его в Москве, в центре изящных искусств «Гармония».
Ежегодно в конце августа на территории села проходит событийный гастрономический фестиваль «Лука — море!». Своими корнями праздник уходит в середину XIX века, когда Мячково было волостным центром. В этом зажиточном селе ежегодно 15 августа проводились ярмарки, куда поставлялись со всей округи продукты земледелия и мануфактурные товары. Потомки солдата Секарёва и по сей день проживают в селе Мячково.